# Claudio Coldebella
Claudio Coldebella (* 25. Juni 1968 in Castelfranco Veneto) ist ein ehemaliger italienischer Basketballspieler.

## Werdegang

### Spieler
Mit Desio gelang ihm der Aufstieg in die Serie A, anschließend wechselte er zu Virtus Bologna. 1990 gewann er mit Bologna den Europapokal der Pokalsieger, im Endspiel gegen Real Madrid im März 1990 erzielte Coldebella als zweitbester Korbschütze seiner Mannschaft 16 Punkte. 1990 gewann man ebenfalls den italienischen Pokalwettbewerb.
Im Jahr 1991 gewann Coldebella mit den Dayton Wings den Meistertitel der nordamerikanischen World Basketball League (WBL). Hernach spielte er wieder für Virtus Bologna.
1993, 1994 und 1995 wurde er mit Bologna italienischer Meister und gewann 1995 den Supercup. Mit AEK Athen stand Coldebella 1998 im Endspiel der EuroLeague, verlor dieses aber gegen seinen vorherigen Verein, Virtus Bologna.
Coldebella nahm mit Italiens Nationalmannschaft an den Europameisterschaften 1993, 1995 und 1997 teil. 1997 erreichte er EM-Silber. 1993 gewann er mit Italien die Mittelmeerspiele und holte 1994 Silber bei den Goodwill Games. Er bestritt insgesamt 110 Länderspiele.

### Trainer und Funktionär
Coldebella war von 2006 bis 2008 als Co-Trainer bei Olimpia Mailand tätig, 2006 gehörte er in der Sommerliga der nordamerikanischen Liga NBA dem Trainerstab der Golden State Warriors an.
2009/10 war Coldebella Generaldirektor der Mannschaft Juve Caserta, von 2010 bis 2012 hatte er bei Benetton Treviso das Amt des Vizepräsidenten inne und arbeitete in der Saison 2012/13 als Generaldirektor bei Treviso Basket. Mitte Juli 2013 wurde er Generaldirektor der italienischen Liga, Serie A. Im Mai 2016 wechselte Coldebella als Generaldirektor zu Pallacanestro Varese.
Von 2018 bis Anfang Juni 2022 war der Italiener Sportdirektor der russischen Mannschaft BK UNIKS Kasan. Danach war er von 2023 bis 2025 in seinem Heimatland Manager von Pallacanestro Reggiana. Im Mai 2025 wurde er wiederum als Manager für Maccabi Tel Aviv tätig.